# Esconites
Esconites is een geslacht van uitgestorven borstelwormen uit de familie van de Eunicidae.

## Soorten
- Esconites zelus Thompson & Johnson, 1977 †